# 科夫多爾
67°33′N 30°28′E / 67.550°N 30.467°E
科夫多爾（俄语：Ковдо́р）是俄羅斯摩爾曼斯克州西部的一個城市。2010年時人口為18820人。
科夫多爾始建於1935年，1965年9月20日正式設市。

## 姐妹城市
- 瑞典哈帕兰达
- 芬兰薩拉